# Planocrania
Planocrania — це вимерлий рід крокодилоподібних євсухії з території сучасного Китаю. Наразі відомо два види, що належать до роду.